# 香港墨爾文國際學校
香港墨爾文國際學校（英語：Malvern College Hong Kong），是一所位於香港新界大埔區白石角的英式私立國際學校，鄰近香港科學園及天賦海灣。
該校於2015年5月獲香港特區政府教育局批出地皮興建校舍，2018年8月正式開學。
該校是英國墨爾文學校（Malvern College）全球第五間的學校，提供960個由小學一年級至中學十三年級的男女全日制學位。課程採用國際文憑組織的小學項目（PYP）、中學項目（MYP）和國際文憑大學預科課程（IBDP）為基礎。
其兩間附屬幼稚園 - 墨爾文國際幼稚園（Malvern College Pre-School Hong Kong）設在西九龍屋苑御金·國峯內的中港薈商場和香港島西營盤。

## 校舍及設施
該校校舍於2018年落成，位處白石角近香港科學園。鋼筋混凝土結構，構成主義風格。外立面灰白為主，懸臂出挑甚多，空中花園退台錯置，橫向感強。連續階梯貫通室內外。校舍由巴馬丹拿設計，利基控股承建；地上七層，地下一層。設有泳池、表演場地、實驗室、室內運動場、天台球場、垂直攀藤、階梯劇場式圖書館等。
校舍獲得美國綠建築協會領先能源與環境設計（LEED）金級認證，為香港首間獲此認證之國際學校；校舍亦獲頒2020年度優質建築大獎香港非住宅項目（新建築物--政府、機構或社區）優異獎。